# Römisch-katholische Kirche in Taiwan

Bistümer in Taiwan

Die römisch-katholische Kirche in Taiwan ist eine Diasporagemeinde mit alter Tradition. Mit 1,5 bis 2 % der Bevölkerung bilden die Katholiken dort eine Minderheit.

## Geschichte
1514 wurde Taiwan als Missionsgerichtsbarkeit in das Bistum Funchal auf Madeira aufgenommen. 1576 wurde in Macau, einer der portugiesischen Kolonien, die erste chinesische Diözese, das Bistum Macau, gegründet, die den größten Teil Chinas einschließlich Taiwans umfasste. Das Bistum Macau wurde in den nächsten Jahrhunderten mehrmals unterteilt. 1626 wurde Nordtaiwan eine spanische Kolonie. Im Jahr 1631 baute Jacinto Esquivel, ein spanischer Dominikanermönch, eine Kirche in Nordtaiwan. In chronologischer Reihenfolge gehörte Taiwan dem Apostolischen Vikariat (heute Erzbistum) von Nanjing (1660), dem Apostolischen Vikariat von Fujian (heute Erzbistum Fuzhou (1696)) und dem Apostolischen Vikariat (heute Bistum) von Xiamen (1883) an.
1913 wurde aus dem Bistum Xiamen die Apostolische Präfektur der Insel Taiwan (damals Formosa genannt) gegründet. Es wurde 1949 in Apostolische Präfektur Kaohsiung (Gaoxiong) umbenannt, als die Apostolische Präfektur Taipeh (heute Erzbistum Taipeh) außerhalb ihres Hoheitsgebiets gegründet wurde.
Vor dem Ende des Zweiten Weltkriegs hatte die katholische Kirche in Taiwan eine sehr geringe Präsenz, hauptsächlich im Süden der Insel, und konzentrierte sich auf spanische Dominikanerpriester, die in den 1860er Jahren von den Philippinen dorthin gingen. Am Ende des Zweiten Weltkriegs und in den folgenden Jahren kam es zu einer Massenmigration von Religionsgemeinschaften vom chinesischen Festland, als die kommunistische Verfolgung nach der kommunistischen Revolution in China im Jahr 1949 wirksam wurde. Infolgedessen hat die katholische Kirche viele mandarinsprachige Einwanderer auf dem Festland.
Im September 1951 wurde die Apostolische Nuntiatur in China nach Hongkong ausgewiesen. Seit 1952 ist die Apostolische Nuntiatur in Taiwan (Republik China) stationiert. Auch der Botschafter der Republik China beim Heiligen Stuhl hat die einzige dauerhafte diplomatische Verbindung zwischen China und dem Heiligen Stuhl hergestellt. Versuche, einen päpstlichen Nuntius in Peking zu platzieren, sind gescheitert, da der Heilige Stuhl die Forderungen der Volksrepublik China, die diplomatischen Beziehungen zu Taiwan abzubrechen, nicht akzeptiert hat.
Die Katholische Fu-Jen-Universität wurde 1961 im Bezirk Xinzhuang der Stadt Neu-Taipeh gegründet und folgte der Katholischen Universität Peking (1925–1949). 

## Bistümer
- Erzbistum Taipeh (台北) Gründung 1949, Erzbistum seit 1952
- Bistum Kaohsiung (高雄), Gründung 1913, Neuorganisation 1949 und 1961
- Bistum Taichung (台中), Gründung 1951, Neuorganisation 1962
- Bistum Chiayi (嘉義), Gründung 1952, Neuorganisation 1962
- Bistum Hualien (花蓮), Gründung 1952, Neuorganisation 1963
- Bistum Hsinchu (新竹), Gründung 1961
- Bistum Tainan (台南), Gründung 1961
- Apostolische Administration Kinma (金馬), Gründung 1968